# Wapen van Langedijk

Wapen van Langedijk

Het wapen van Langedijk is sinds 1 juli 1944 in gebruik bij de gemeente Langedijk. Op die dag is het wapen bij Koninklijk Besluit door de Hoge Raad van Adel aan de gemeente toegekend. Na de fusie in 1990 heeft de nieuwgevormde gemeente het oude wapen overgenomen.

## Symboliek
Het wapen toont een combinatie van het wapen van Egmond, en daarmee van de graven van Egmond, en de leeuw uit het wapen van drie dorpen in de gemeente: Oudkarspel, Noord-Scharwoude en Zuid-Scharwoude.
De graven van Egmond waren vanaf de 13e eeuw tot de 17e eeuw ook de heren van Oudkarspel.

## Blazoen
De beschrijving van het wapen van de gemeente Langedijk luidt als volgt:
Gekeperd van goud en keel van 12 stukken en een gouden vrijkwartier, beladen met eenen leeuw van sabel en van het veld gescheiden door eene kwartierstreep van hetzelfde. Het schild gedekt met een gouden kroon van 3 bladeren en 2 paarlen.
In de beschrijving staat dat het wapen twaalf kepers bevat afwisselend goud en rood. Ook is er een gouden kwartier in aangebracht, hierin staat een zwarte leeuw. Om dit vlak is een zwarte streep aangebracht. Op het schild staat een gouden kroon van drie bladeren en twee parels.

## Verwante wapens

Het wapen van het huis Egmont
Het wapen van Egmond
Het wapen van Oudkarspel
Het wapen van Noord-Scharwoude
Het wapen van Zuid-Scharwoude